# Daniel Fernandes
Daniel Márcio Fernandes (ur. 25 września 1983 w Edmonton) – portugalski piłkarz, występujący na pozycji bramkarza.

## Kariera klubowa
Fernandes urodził się w Kanadzie jako syn portugalskich imigrantów. Karierę rozpoczynał w wieku juniora w klubie Vancouver Metro. W 2000 roku podpisał kontrakt z portugalskim FC Porto. Pierwszy sezon spędził w młodzieżowej drużynie tego klubu, a drugi w rezerwach. W 2002 roku przeniósł się do hiszpańskiej Celty Vigo. W barwach tego klubu rozegrał jedno spotkanie, a w sezonie 2003/2004 został wypożyczony do niemieckiego trzecioligowca – Jahn Ratyzbona. Po zakończeniu okresu wypożyczenia powrócił do Celty, ale krótko potem na zasadzie wolnego transferu pozyskał go grecki PAOK FC.
Pierwszy ligowy występ w barwach nowego zespołu zanotował 15 stycznia 2005 roku w przegranym przez PAOK 1-2 pojedynku z Egaleo Ateny. Łącznie w sezonie 2004/2005 rozegrał cztery ligowe spotkania. W sezonie 2006/2007 miał występować z PAOK-iem w Pucharze UEFA, jednak jego drużyna nie otrzymała licencji na grę w europejskich pucharach. W Grecji Fernandes spędził w sumie cztery lata i przez ten czas wystąpił w lidze greckiej 90 razy. Jego największym osiągnięciem w PAOK-u było piąte miejsce w rozgrywkach ligowych w sezonie 2004/2005.
W 2008 roku za 1,2 miliona euro trafił do niemieckiego VfL Bochum. W tym klubie zadebiutował 8 sierpnia 2008 w meczu Pucharu Niemiec z Preußen Münster, wygranym przez jego zespół po rzutach karnych 6-5. Natomiast w Bundeslidze pierwszy występ zanotował 16 sierpnia 2008 w spotkaniu z Karlsruher SC, przegranym przez Bochum 0-1.
W 2010 roku został wypożyczony do Iraklisu Saloniki, a latem ponownie trafił do Grecji na wypożyczenie, tym razem do Panathinaikosu Ateny. Następnie był też wypożyczony do Panserraikosu, a w 2011 roku został zawodnikiem CFR 1907 Kluż. W 2012 roku przeszedł do FC Twente. W 2013 roku został wypożyczony do OFI 1925.

## Kariera reprezentacyjna
Fernandes jest reprezentantem Portugalii. W drużynie narodowej zadebiutował w 2007 roku i dotychczas rozegrał w niej dwa spotkania.